# Алберт Несс
Алберт Несс (англ. Albert Nasse, 2 липня 1878 — 21 листопада 1910) — американський академічний веслувальник.
Олімпійський чемпіон 1904 року в складі розпашної четвірки без стернового.